# Линия M4 (Милан)
Линия M4 (итал. Linea M4) —  линия Миланского метрополитена. Планировалось, что строительство линии должно быть завершено в 2015 году, когда в Милане пройдёт Всемирная выставка. Однако задержки в планировании, финансировании и строительных работах заставили отложить открытие всей линии — ожидалось, что только первый участок линии будет открыт к 2015 году. Позже открытие линии было перенесено на 2023/2024 год. То есть, данная линия появилась позже, чем пятая (по нумерации) линия Миланского метрополитена, открывшаяся 10 февраля 2013 года.

## Пуск
Открыта 26 ноября 2022 года первым участком от Линате Аэропорто (станция метро) до Датео (станция метро), 6 станций, 5,3 км.
- Продление линии на 2 станции, 1,7 км,  4 июля 2023 года.

- Продление линии до конечной станции, 7,8 км, 12 октября 2024 года.

## Описание
Длина полностью открытой линии будет 15 километров, на ней будет 21 станция. Ожидаемый годовой пассажиропоток оценивается в 87 млн человек. Суммарная стоимость оценивается в 1,7 млрд. евро, из них 786 млн будут выделены правительством страны, 512 — будут вложения частных инвесторов и 400 млн будут из городской казны Милана.
Отличительной особенностью линии станут беспилотные поезда (без машинистов). Они будут рассчитаны на пассажиропоток в 24—28 тысяч человек в час в каждом направлении.

## Пересадки
| Пересадка на линию | Со станции | На станцию |
| ------------------ | ---------- | ---------- |
|                    | Сан-Бабила | Сан-Бабила |